# 6079 Gerokurat
6079 Gerokurat (1981 DG3) là một tiểu hành tinh nằm phía ngoài của vành đai chính được phát hiện ngày 28 tháng 2 năm 1981 bởi S. J. Bus ở Đài thiên văn Siding Spring trong khóa học thuộc Khảo sát tiểu hành tinh Schmidt-Caltech vương quốc Anh.